# Goczałków (przystanek kolejowy)
Goczałków – stacja kolejowa w Goczałkowie, w województwie dolnośląskim, w Polsce. Znajduje się na linii 137 Katowice – Legnica.

## Ruch pasażerski
| Rok  | Wymiana pasażerska na dobę |
| ---- | -------------------------- |
| 2017 | 50-99                      |
| 2022 | 50-99                      |